# سيمون إس. لام
سيمون إس. لام (بالإنجليزية: Simon S. Lam)‏ هو عالم حاسوب ومهندس أمريكي، ولد في 31 يوليو 1947 في ماكاو في الصين.